# UN-Sonderberichterstatter zu Auswirkungen von Umweltverschmutzung auf die Menschenrechte
Die Stelle des Sonderberichterstatters zu Auswirkungen von Umweltverschmutzung auf die Menschenrechte (englisch Special Rapporteur on toxics and human rights) wurde geschaffen, um die Zusammenhänge zu Untersuchen und zu analysieren Umsetzung dieses Rechts zu untersuchen und zu fördern.

## Das UN-Mandat
Die UN-Menschenrechtskommission schuf diese Stelle am 8. März 1995 mittels einer Resolution, in welcher auch der Auftrag definiert wurde. Dieses UN-Mandat ist auf drei Jahre befristet und wird regelmäßig verlängert. Nachdem die UN-Menschenrechtskommission im Jahr 2006 durch den UN-Menschenrechtsrat ersetzt wurde, ist dieser nun zuständig und übt die Aufsicht aus. Die letzte Verlängerung des Mandates erfolgte am 5. Oktober 2017.
Der Sonderberichterstatter ist kein Mitarbeiter der Vereinten Nationen, sondern wird von der UN mit einem Mandat beauftragt und dazu erließ der UN-Menschenrechtsrat einen Verhaltenskodex. Der unabhängige Status des Mandatsträgers ist für die unparteiische Wahrnehmung seiner Aufgaben entscheidend. Die Amtszeit eines Mandats ist auf maximal sechs Jahre begrenzt.
Er erstellt thematische Studien und erarbeitet Leitlinien zur Verbesserung der Menschenrechte. Der Sonderbeauftragte macht auf Einladung von Staaten Länderbesuche und kann in beratender Funktion Empfehlungen abgeben. Er prüft Mitteilungen und unterbreitet den Staaten Vorschläge, wie sie allfällige Missstände beheben können. Er macht auch Anschlussverfahren in welchen er die Umsetzung der Empfehlungen prüft. Dazu erstellt er Jahresberichte zuhanden des UN-Menschenrechtsrat.

## Amtsinhaber
- 1995–2004 Fatma Zohra Ouhachi-Vesely – Algerien
- 2004–2010 Okechukwu Ibeanu – Nigeria
- 2010–2012 Călin Georgescu – Rumänien
- 2012–2014 Marc Pallemaerts – Belgien
- 2014–2020 Baskut Tuncak – Türkei/USA
- seit 2020 Marcos A. Orellana – Chile